# زكي الجابر
زكي محمد الجابر (1931 - 29 يناير 2012) شاعر وأستاذ جامعي عراقي، ومتخصص في الإعلام. ولد في مدينة البصرة في العراق. مجاز في اللغة العربيّة وآدابها من دار المعلمين العالية في بغداد عام 1954. حصل على الماجسيتر في البرامج الإذاعيّة والتلفزيونيّة الثقافية عام 1960، ثم الدكتوراه في الاتصال الجماهيري عام 1978 من جامعة إنديانا الأميركيّة. درّس الإعلام في الكليّات المختصّة في بغداد، والرياض والرباط. شغل عدّة مناصب في إدارة البرامج الإذاعيّة، ثمّ تولّى إدارة الإعلام في المنطقة العربيّة للتربية والثقافة والعلوم في تونس. له من دواوين شعرية الوقوف في المحطّات التي فارقها القطار 1972 وأعرف البصرة في ثوب المطر 1978. توفي في دالاس بالمنفي.

## سيرته
ولد زكي محمد الجابر سنة 1931 في البصرة. وحصل على ليسانس اللغة العربية وآدابها من دار المعلمين العالية ببغداد 1954، وماجستير البرامج الإذاعية والتلفزية الثقافية من جامعة إنديانا بالولايات المتحدة الأمريكية سنة 1960، ودكتوراه الاتصال الجماهيري من جامعة إنديانا أيضاً سنة 1978. عمل في التعليم الثانوي، ودرس الإعلام في أكاديمية الفنون الجميلة، وكلية الآداب ببغداد، وكلية الآداب بجامعة الملك سعود، والمعهد العالي للصحافة في الرباط. وحاضر في العديد من الدول العربية.

وفي الإعلام، شغل عدة مناصب في إدارة البرامج الإذاعية، كما رأس قسم الإعلام ببغداد، كما شغل منصب كاتب عام بوزارة الثقافة والإعلام العراقية، وتولى منصب إدارة الإعلام في المنظمة العربية للتربية والثقافة والعلوم (إليسكو) بتونس. كما عمل رئيساً لتحرير «مجلة الإعلام العربي» بتونس. ويعد من أبرز مؤسسي مجلتي «ألف باء» و«مجلتي» ومدرسة الموسيقى والباليه وإعادة تكوين الفرقة السمفونية ببغداد. وشارك في أكثر من ثمانين ملتقى في الثقافة والإعلام.

ترأس جمعية المترجمين العراقيين، وهو عضو بنقابة الصحفيين واتحاد الأدباء في العراق.

توفي زكي محمد الجابر في منفاه القسري في ضواحي دالاس بولاية تكساس بالولايات المتحدة الأمريكية يوم الأحد 29 يناير 2012.

## جوائزه
- حصل على الجائزة الثانية من جوائز الأميرة للا أمينة (المغرب) في مجال قصائد الأطفال.

## حياته الشخصية
تزوج من الكاتبة العراقية حياة جاسم محمد. وقد أمضى معظم حياته خارج بلده العراق مستقرا في المغرب منفياً بسبب خلافاته السياسية والثقافية مع نظام الرئيس العراقي صدام حسين.

## مؤلفاته
- الوقوف في المحطات التي فارقها القطار (شعر) 1972
- الاتصال التربوي ـ مختارات من الأدب العربي الحديث
- نظرة في تطبيقات الإعلام الإسرائيلي، وزارة الإعلام، بغداد، 1968
- الإعلام والتربية (دراسة إعلامية)، منشورات رمسيس، الرباط، 1998
- صورة الشرطي الإعلامية وعلاقتها بالطفل (1980)
- الإعلام والمؤسسات التعليمية (1983)
- التكنولوجيا والسياسة في عصر المعلومات، تأليف ايثيل دوسولابول، ترجمة مارى عوض، مراجعة وإشراف زكى *الجابر. تونس: المنظمة العربية للتربية والثقافة والعلوم،1983.
- التعليم عبر القمر الصناعي العربي، زكى الجابر وثريا المتولي، 1985

جي، هربوت الشتل، سيمفونية الإعلام، ترجمة زكي الجابر، سلسلة دراسات إعلامية، الألكسو، تونس
- الإعلام والمؤسسة التعليمية: إشكالية الرسالة الإعلامية والمنهج المدرسي: .... تقديم د. زكي الجابر *مقترحات حول بديل إعلامي تربوي عربي، يأخذ بعين الاعتبار الطفل وهمومه
- قراءة في المضمون الثقافي والإعلامي في القنوات العربية، المجلة العربية للثقافة، العدد 33
- الإعلام والتربية: الإعلام والمؤسسة التعليمية، الطلاق الذي لم يكتمل، أكتوبر/نونبر 1999، وهو من منشورات سلسلة المعرفة للجميع الصادرة في المغرب.
- اللغة العربية والإعلام، تونس 1983
- في الاتصال التربوي وفلسفة وسائل الإيضاح، مطبعة الأديب، البصرة، ت غ.
- وسائل الإعلام والدول المتطورة فرنسيس بال ترجمة حسين العودات مراجعة وإشراف زكي الجابر.
- إشراف وتقديم لكتاب: التصوير والخطاب البصري، لمؤلفه محمد الهجابي، دار الساحل، الرباط، 1994
- الإعلام والتنمية القومية، مجلة الدراسات الإعلامية للسكان والتنمية والتعمير، عدد 27 ديسمبر 1981
- Place of publication and publisher: تونس، مطبعة المنظمة العربية للتربية والثقافة والعلوم، 1985

Zaki Al Jabir and Len Masterman: Developing Media Education in the arab states (1986)
وإلى ذلك فقد ترجم بعض المختارات الشعرية، كما نشر عدة قصائد مترجمة لشعراء من منطقة الكاريبي. وترجم فصلاً بعنوان: سيمفونية الإعلام.